# Adeline Chapman
Adeline Mary Chapman, verheiratete Guest, in zweiter Ehe Chapman (* 27. August 1847 in Roehampton, London; † 20. Januar 1931 ebenda), war eine englisch-britische Aktivistin für das Frauenwahlrecht. Sie war seit 1901 Mitglied der Central Society for Women’s Suffrage (CSWS) und ein frühes Mitglied der Women’s Social and Political Union (WSPU), lehnte aber die Gewalttätigkeit der Suffragetten ab. Unglücklich mit der Ineffizienz der gemäßigten National Union of Women’s Suffrage Societies (NUWSS), wurde sie Gründungspräsidentin der New Constitutional Society for Women’s Suffrage (NCS).

## Leben
Chapman wurde als Tochter von David Barclay Chapman (1799–1891), einem wohlhabenden Bankier, und seiner zweiten Frau Maria, geborene Chatfield (* 1810) geboren. Sie wuchs in Downshire House, einem großen Haus in Roehampton, auf und wurde zusammen mit ihren zahlreichen Geschwistern zu Hause von Gouvernanten erzogen.
Am 23. April 1867 heiratete Chapman Arthur Edward Guest (1841–1898), der von 1867 bis 1874 war konservativer Abgeordneter für den Wahlkreis Poole. Gemeinsam hatten sie zwei Kinder; ihre Tochter Mildred Mansel wurde eine Suffragette. 1881 war die Ehe gescheitert, und Chapman reichte die Scheidung mit der Begründung ein, ihr Mann habe Ehebruch begangen: Das Gesetz war jedoch nicht auf ihrer Seite, und ihr Fall wurde abgewiesen. Die Ehe endete stattdessen 1898, mit Guests Tod.
Am 30. Dezember 1899 heiratete Chapman ihren Cousin Cecil Maurice Chapman (1852–1938) in einem Gottesdienst in der St Margaret’s Church in Westminster. Der Gottesdienst wurde von Henry Scott Holland geleitet, der vom Bruder des Bräutigams, Hugh Chapman, unterstützt wurde.  Cecil Chapman war Anwalt, gehörte von 1896 bis 1898 als Ratsmitglied der Moderate Party für Chelsea dem London County Council an und war von 1899 bis zu seiner Pensionierung im Jahr 1924 Richter der Metropolitan Police. Er war ein Befürworter des Frauenwahlrechts und der Scheidungsreform und veröffentlichte 1911 Marriage and Divorce: Some Needed Reforms in Church and State. Im Gegensatz zu ihrer ersten Ehe war ihre zweite Ehe glücklich.
Im Jahr 1901 wurde Chapman Mitglied der Central Society for Women’s Suffrage (CSWS). Sie unterstützte auch die Women’s Social and Political Union (WSPU) in deren Anfangsjahren, bevor die WSPU direkte Aktionen und zivilen Ungehorsam unternahm. Als Reaktion auf die Zwangsernährung gefangener Suffragetten beschloss sie 1909, sich der Kampagne für das Frauenwahlrecht aktiver zu widmen. Obwohl sie die direkten Aktionen der Suffragetten ablehnte, beteiligte sie sich am Boykott der Volkszählung von 1911 und war Mitglied der Women’s Tax Resistance League; für letztere ließ sie 1913 Waren anstelle von Steuern beschlagnahmen.

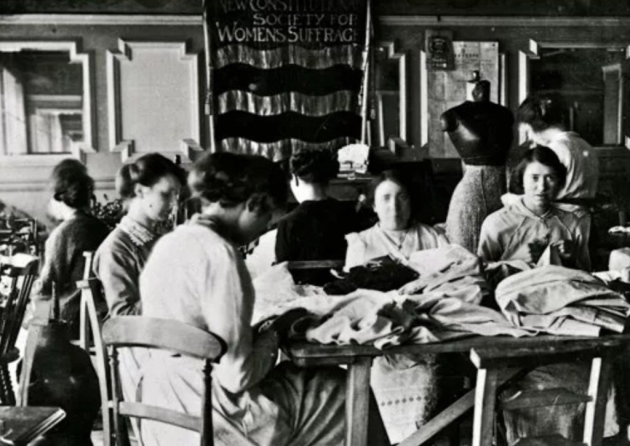
Büro der New Constitutional Society for Women’s Suffrage, 1914

Chapman war der Ansicht, dass die National Union of Women’s Suffrage Societies (NUWSS), als die wichtigste gemäßigte Suffragettenorganisation, nicht ausreichend effektiv war. Am 5. Januar 1910 gehörte sie zu den Gründungsmitgliedern der New Constitutional Society for Women’s Suffrage (NCS). Ziel der NCS war es, alle Frauenwahlrechtsaktivisten zu vereinen, die an die Politik der Kampagnen gegen die Kandidaten der regierenden, gegen das Wahlrecht eingestellten Liberal Party glaubten, die mit verfassungsmäßigen Mitteln arbeiten wollten und die sich der öffentlichen Kritik an anderen Suffragetten, deren Gewissen sie dazu bringt, andere Methoden anzuwenden, enthalten wollen. Chapman war die erste und einzige Präsidentin der NCS. Sie war in dieser Funktion aktiv und reiste regelmäßig durch das Land, um auf Versammlungen zu sprechen.
1916 wurde sie als Vertreterin der NCS Mitglied des Beratenden Ausschusses der Women's Constitutional Suffrage Societies, der eingerichtet wurde, um die Position der Frauenwahlrechtsvereinigungen in die Regierungsberatungen zur Erweiterung des Wahlrechts einzubinden. Dies wurde mit dem Representation of the People Act 1918 verwirklicht, der Frauen über 30 Jahren, die die erforderliche Vermögensvoraussetzung erfüllten, das Wahlrecht zugestand. Im Juni 1918, nach der Verabschiedung des Gesetzes, löste sich die NCS auf.
Nach der Auflösung  wurde Chapman Mitglied der Cavendish-Bentinck Library, aus der später die Women’s Library wurde. Nach der Pensionierung ihres Mannes im Jahr 1924 lebte das Paar in Roehampton. Chapman starb 1931 an einer Herzerkrankung.